# Broich (Jülich)
Broich is een plaats in de Duitse gemeente Jülich, deelstaat Noordrijn-Westfalen, en telt 1.117 inwoners (2011).

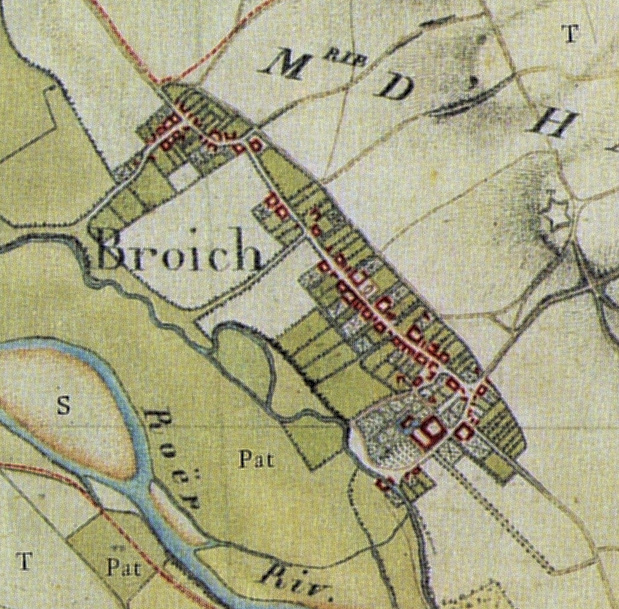
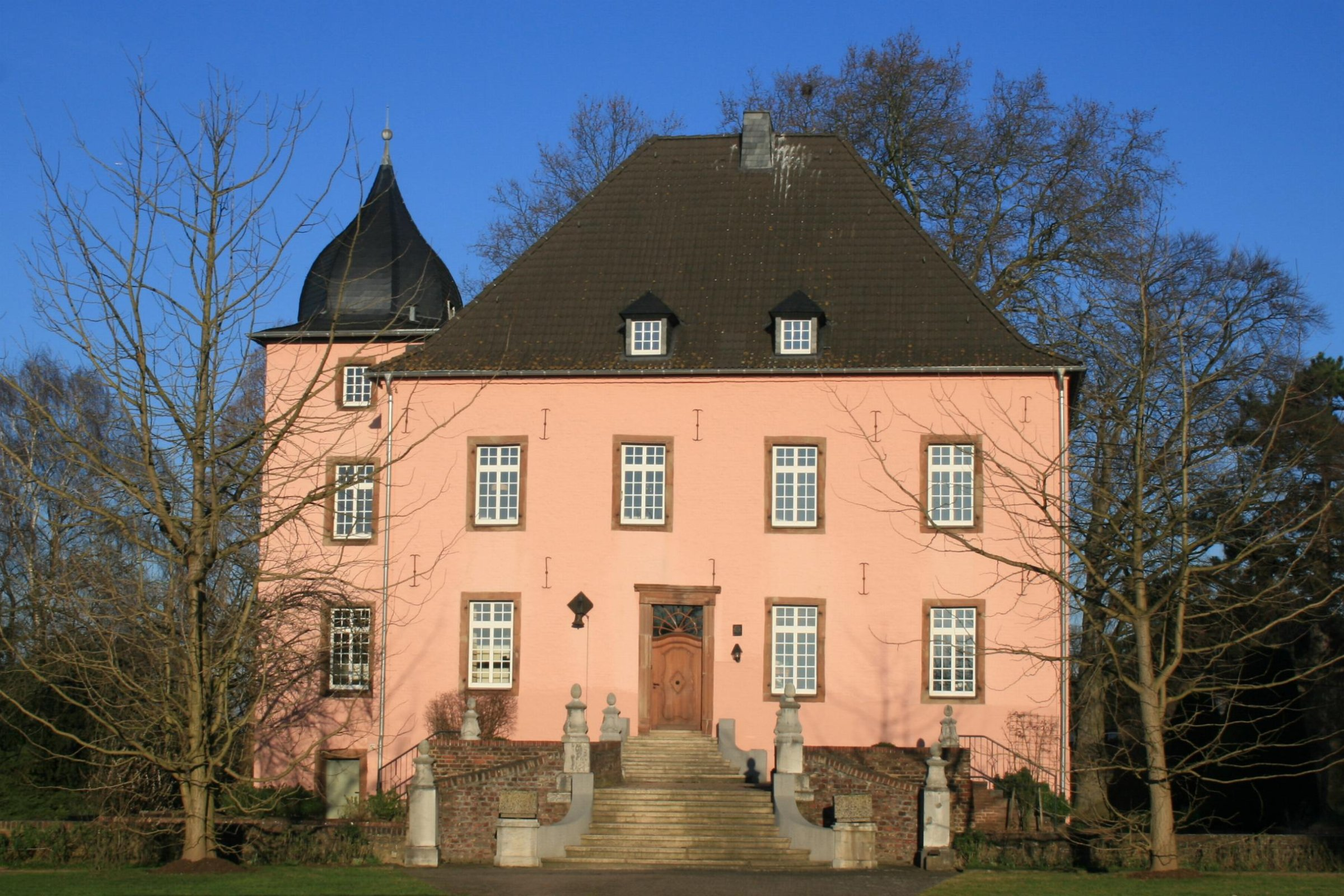
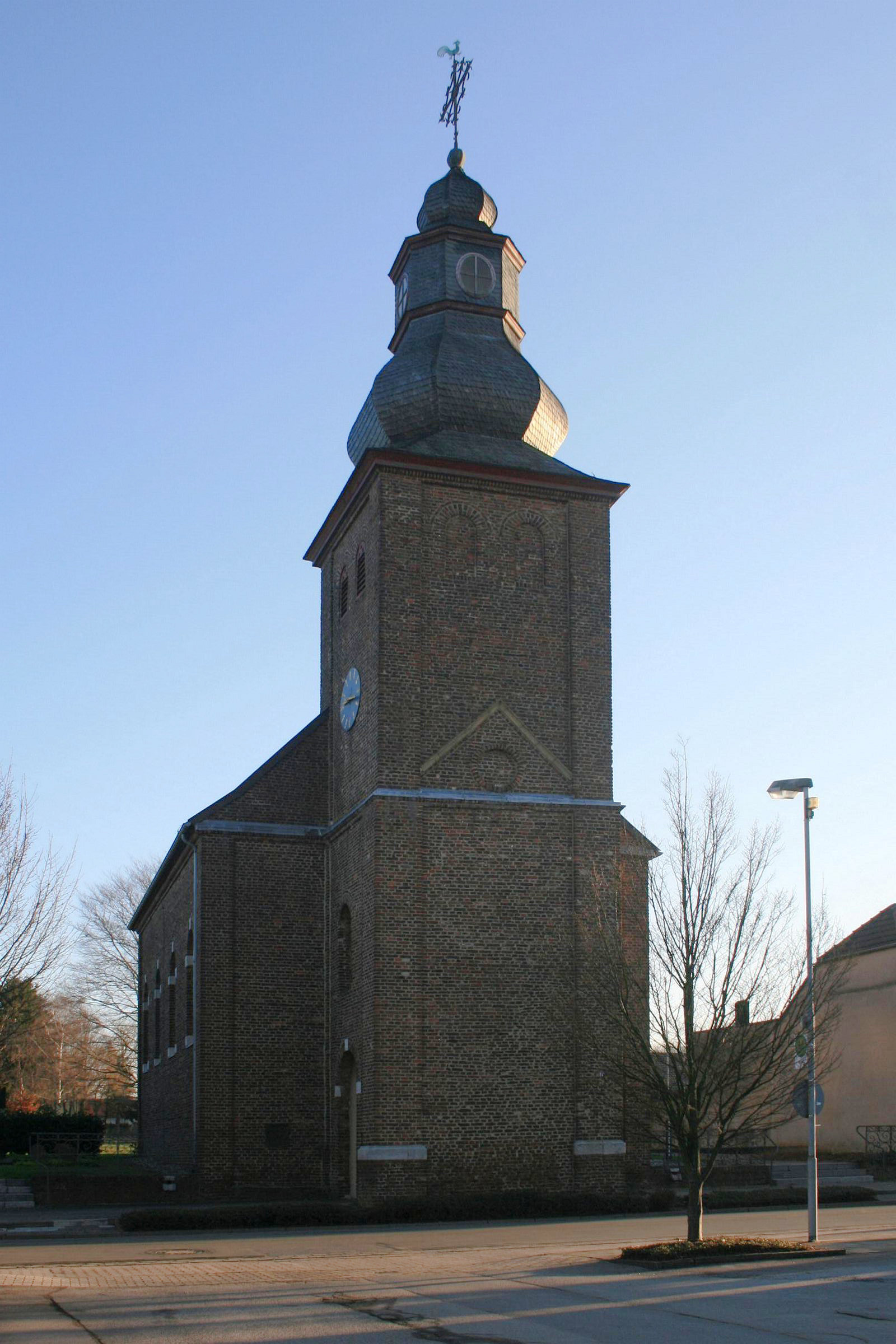